# Zbigniew Jańczuk
Zbigniew Jańczuk (ur. 31 lipca 1924 w Połańcu, zm. 6 września 2016) – polski lekarz stomatolog, profesor nauk medycznych, zajmował się periodontologią, stomatologią dziecięcą i stomatologią zachowawczą; był honorowym redaktorem naczelnym „Magazynu Stomatologicznego”.

## Życiorys
W 1952 ukończył studia stomatologiczne w Akademii Medycznej w Łodzi . W 1958 roku obronił doktorat w Akademii Medycznej w Łodzi; habilitację uzyskał w roku 1964. W latach 1965–1994 był kierownikiem Zakładu Stomatologii Zachowawczej Pomorskiego Uniwersytetu Medycznego w Szczecinie (PAM) w Szczecinie. W latach 1975–1978 był prorektorem PAM, a w okresie 1978–1981 rektorem PAM .
W latach 1985–1994 był członkiem – oraz założycielem – polskiej sekcji Akademii Pierre Faucharda. Od 1991 był przewodniczącym Sekcji Polskiej Międzynarodowej Akademii Periodontologii. W latach 1995–2001 był ekspertem Komisji Stomatologicznej Naczelnej Rady Lekarskiej. Od roku 2001 był redaktorem naczelnym „Magazynu Stomatologicznego” . W 2014 zastąpił go na tym stanowisku Mariusz Lipski.
Był członkiem korespondentem Niemieckiego Towarzystwa Stomatologicznego, członkiem honorowym: Polskiego Towarzystwa Stomatologicznego, Polskiego Towarzystwa Higienicznego oraz Stowarzyszenia Polskich Lekarzy Stomatologów.
W 2009 otrzymał „Nagrodę Pamięci Elmera S. Besta”. Jest to doroczne wyróżnienie przyznawane jednemu lekarzowi dentyście spoza Stanów Zjednoczonych za wybitne osiągnięcia w dziedzinie stomatologii. Jest pierwszym przedstawicielem Europy Środkowo-Wschodniej, który otrzymał tę nagrodę.
Do roku 2004 opublikował blisko 300 monografii i prac naukowych oraz około 80 innych publikacji. Ukazało się blisko 30 wydań jego książek i skryptów, ponadto 17 filmów dydaktyczno-naukowych .
W dniu 9 września 2016 spoczął na cmentarzu Centralnym w Szczecinie.

## Niektóre publikacje
- Zbigniew Jańczuk, Jadwiga Banach: Choroby błony śluzowej jamy ustnej i przyzębia. Warszawa: Wydawnictwo Lekarskie PZWL, 1998. ISBN 83-200-2784-5. Brak numerów stron w książce
- Zbigniew Jańczuk: Profilaktyka profesjonalna w stomatologii. Warszawa: Wydawnictwo Lekarskie PZWL, 2001. ISBN 83-200-2536-2. Brak numerów stron w książce
- Zbigniew Jańczuk, Leonidas Samochowiec, Jerzy Wójcicki: Kompendium farmakoterapii dla stomatologów. Wyd. 2. Wrocław: Elsevier Urban & Partner Wydawnictwo, 2001. ISBN 83-87944-87-4. Brak numerów stron w książce
- Zbigniew Jańczuk: Praktyczna periodontologia kliniczna. Warszawa: Wydawnictwo Kwintesencja, 2004. ISBN 83-85700-42-0. Brak numerów stron w książce
- Zbigniew Jańczuk: Choroby przyzębia. Zapobieganie, diagnostyka i leczenie. Warszawa: Wydawnictwo Lekarskie PZWL, 2005. ISBN 83-200-3099-4. Brak numerów stron w książce
- Zbigniew Jańczuk, Jerzy Krupiński: Diagnostyka i leczenie zmian endodontyczno-periodontologicznych. Lublin: Czelej, 2005. ISBN 83-89309-53-X. Brak numerów stron w książce
- Zbigniew Jańczuk: Stomatologia zachowawcza – Zarys kliniczny. Podręcznik dla studentów stomatologii. Warszawa: Wydawnictwo Lekarskie PZWL, 2007. ISBN 83-200-3034-X. Brak numerów stron w książce